# صور غيتي
Getty Images هو موقع صوري تأسس عام 1995، وهو عبارة عن شركة وسائط مرئية، مقرها في سياتل في واشنطن شمال غرب الولايات المتحدة. يضم الموقع صور ومقاطع فيديو (محررة وأصلية) بأرشيف يزيد 200 مليون ملف. يستهدف ثلاثة مستويات، الأول احترافي ابداعي (الإعلان والتصميم الجرافيكي)، ووسائل الإعلام (النشر والنشر عبر الإنترنت)، والشركات (أقسام التصميم الداخلي، التسويق والاتصالات).

## روابط خارجية
- صور غيتي على موقع ميوزك برينز (الإنجليزية)